# 二苯基膦
二苯基膦是分子式为(C6H5)2PH的有机磷化合物，是一种具有难闻气味的无色液体，在空气中容易被氧化，可以作为合成多种有机膦配体的前驱体。

## 合成方法
二苯基膦可由廉价的三苯基膦通过锂化形成二苯基膦锂后用水淬灭制得：
PPh3  +  2 Li   →   LiPPh2  +  LiPh
LiPPh2  +  H2O   →   Ph2PH  +  LiOH

## 用途和反应
二苯基膦是一种实验室中常见的中间体。通过去质子化可把它转变为二苯基膦化物：
Ph2PH + nBuLi   →   Ph2PLi + nBuH
诸如1,2-双(二苯基膦)乙烷和1,3-双(二苯基膦)丙烷之类的膦配体、维蒂希－霍纳尔试剂和季鏻盐的合成通常需要通过二苯基膦的烷基化来实现。二苯基膦或诸如二苯基膦钠和二苯基膦锂等二苯基膦化物作为亲核试剂能加成到碳杂原子双键上。比如在100°C的浓盐酸条件下，二苯基膦能加成到苯甲醛的醛基碳原子上：
Ph2PH  +  PhCHO → Ph2P(O)CH2Ph
与叔膦相比，二苯基膦的碱性较弱。二苯基膦的共轭酸的pKa是0.03：
Ph2PH2+ {\displaystyle {\overrightarrow {\leftarrow }}}   Ph2PH  +  H+